# Plessur (district)
Het district Plessur (Reto-Romaans: District da la Plessur; Duits: Bezirk Plessur; Italiaans: Distretto di Plessur) was een bestuurlijke eenheid binnen het kanton Graubünden. Het district had een oppervlakte van 266,75 km² en had 40.707 inwoners (eind 2015).
Bij de bestuurlijke hervorming per 1 januari 2016 is het district opgevolgd door de regio Plessur.
Het district was vernoemd naar de rivier Plessur, die door het gebied stroomt.
Tot het district behoorden de volgende cirkels (Duits: Kreis) en gemeenten:
| Chur  | Chur | Chur                  | Chur              | Chur             |
| Wapen | Naam | Inwoners (31/12/2005) | Oppervlakte (km²) | Gemeente- nummer |
| ----- | ---- | --------------------- | ----------------- | ---------------- |
| Chur  | Chur | 32'409                | 28.09             | 3901             |

| Churwalden    | Churwalden    | Churwalden            | Churwalden        | Churwalden       |
| Wapen         | Naam          | Inwoners (31/12/2005) | Oppervlakte (km²) | Gemeente- nummer |
| ------------- | ------------- | --------------------- | ----------------- | ---------------- |
| Churwalden    | Churwalden    | 1215                  | 26.69             | 3911             |
| Malix         | Malix         | 694                   | 12.56             | 3912             |
| Parpan        | Parpan        | 264                   | 9.29              | 3913             |
| Praden        | Praden        | 114                   | 6.40              | 3914             |
| Tschiertschen | Tschiertschen | 219                   | 21.34             | 3915             |

| Schanfigg  | Schanfigg   | Schanfigg             | Schanfigg         | Schanfigg        |
| Wapen      | Naam        | Inwoners (31/12/2005) | Oppervlakte (km²) | Gemeente- nummer |
| ---------- | ----------- | --------------------- | ----------------- | ---------------- |
| Arosa      | Arosa       | 2272                  | 42.53             | 3921             |
| Calfreisen | Calfreisen  | 50                    | 5.13              | 3922             |
| Castiel    | Castiel     | 128                   | 5.43              | 3923             |
| Langwies   | Langwies    | 297                   | 54.96             | 3924             |
| Lüen       | Lüen        | 79                    | 3.49              | 3925             |
| Maladers   | Maladers    | 493                   | 7.59              | 3926             |
| Molinis    | Molinis     | 145                   | 13.21             | 3927             |
| Pagig      | Pagig       | 63                    | 5.25              | 3928             |
| Peist      | Peist       | 215                   | 17.89             | 3929             |
| St. Peter  | Sankt Peter | 163                   | 6.90              | 3930             |

Albula · Bernina · Hinterrhein · Imboden · Inn · Landquart · Maloja · Moësa · Plessur · Prättigau/Davos · Surselva